# Philip Herbert
Philip Herbert, né le 28 janvier 1957 à Londres est un acteur et mime britannique. Il est plus connu sous le nom de son alter ego comique, Hugh Jelly, l'acolyte du comédien Julian Clary dans l'émission de la fin des années 1980 Sticky moment with Julian Clary.
En plus de plusieurs rôles télévisés, Herbert a interprété Hermi Odle, l'un des hommes de main de Jabba le Hutt dans Star Wars, épisode VI : Le Retour du Jedi , ainsi que Ginger dans Carry On Columbus. Il est aussi apparu dans les séries The Bill, Casualty, Trial & Retribution et The Family .